# Џем од шипка
Џем од шипка je посластица која спада у зимницу. Добија се кувањем шипка) и шећера. Карактеристично за ову посластицу је да се поред слатког желатинозног сока налазе и комади воћа.

## Лековитост џема од шипка
Лековитост шипка (Rosa canina) или дивље руже у народној медицини позната је од давнина. Сврстан је међу најдрагоценије биљке јер обилује великим количинама витамина, минерала, органских киселина и других биолошких активних материја. 
Лековита својства су вишебројна, а користан је и због огромних количина витамина C, витамина B, P, K, провитамина A, натријума, танина, флавоноида, лимунову и јабучну киселину, пектин, шећер и етарска уља. 